# MAVE:
MAVE:(메이브)는 2023년 메타버스 엔터테인먼트에 의해 결성된 대한민국의 버추얼 걸 그룹이다. 이 그룹은 시우, 제나, 마티, 타이라로 구성되며 모두 초현실 인물이다. 이들은 기계 학습, 딥페이크, 풀 3D 제작 기술을 사용하여 만들어진, AI로 생성된 멤버들이다.

## 구성원
- 시우 - 리더, 보컬
- 제나 - 보컬
- 마티 - 래퍼
- 타이라 - 래퍼

## 디스코그래피

### 음반
- "Pandora's Box" (2023년 1월 25일 발매)

### 싱글
- "Pandora" (음반: Pandora's Box, 2023년)

## 뮤직 비디오
- Pandora (2023년, FLIPEVIL 서동혁 감독) - 3분 32초[1][2]